# Another Time
Albums de Earth, Wind & Fire
Open Our Eyes
(1974) That's the Way of the World
(1975)
Another Time est la première compilation du groupe américain Earth, Wind and Fire, sortie le 7 septembre 1974 chez Warner Bros. Records. 
Elle est publiée sous la forme d'un double album contenant des chansons compilées à partir des deux premiers albums du groupe, Earth, Wind & Fire et The Need of Love, tous deux sortis en 1971. La compilation inclut également une chanson inédite, Handwriting on the Wall. 
La compilation s'est classée à la 29e place du classement Billboard Top Soul Albums et à la 97e place du classement Billboard 200.

## Accueil critique
Ron Wynn du site AllMusic a décrit les chansons de la compilation comme « valant certainement la peine d'être réécoutées » et dans une critique parue dans le magazine américain Billboard, Another Time a été qualifié d'« agréable ».

## Liste des titres
| 1. | Fan the Fire    | - Wade Flemons - Maurice White - Don Whitehead | Earth, Wind & Fire | 4:59 |
| 2. | Moment of Truth | - Flemons - M. White - Whitehead               | Earth, Wind & Fire | 3:08 |
| 3. | Love Is Life    | - Flemons - M. White - Whitehead               | Earth, Wind & Fire | 5:02 |
| 4. | Help Somebody   | - Flemons - M. White - Whitehead               | Earth, Wind & Fire | 3:37 |

| 5. | C'mon Children          | - Michael Beal - Flemons - M. White - Verdine White - Whitehead | Earth, Wind & Fire | 3:08 |
| 6. | Handwriting on the Wall | - Beal - Flemons - M. White - Whitehead - V. White              | Inédit             | 4:04 |
| 7. | This World Today        | - Flemons - M. White - Whitehead                                | Earth, Wind & Fire | 3:33 |
| 8. | Bad Tune                | - Beal - Flemons - M. White - V. White - Whitehead              | Earth, Wind & Fire | 4:31 |

| 9.  | I Can Feel It In My Bones | - Flemons - M. White - Whitehead | The Need of Love | 5:04 |
| 10. | I Think About Lovin' You  | Sherry Scott                     | The Need of Love | 5:59 |
| 11. | Everything Is Everything  | - R. Evans - Phil Upchurch       | The Need of Love | 6:42 |

| 12. | Beauty | - Flemons - M. White - Whitehead         | The Need of Love | 4:15 |
| 13. | Energy | - Flemons - Scott - M. White - Whitehead | The Need of Love | 9:40 |

## Crédits
- Maurice White – voix, kalimba, batterie, percussion
- Wade Flemons – voix
- Don Whitehead – piano, piano électrique, voix
- Sherry Scott – voix
- Verdine White – basse
- Michael Beal – guitare, harmonica
- Yakov Ben Israel – congas, percussion
- Chet Washington – saxophone ténor
- Alex Thomas – trombone

Crédits adaptés du livret de l'album.

## Classements hebdomadaires
| Classement (1974)          | Meilleure position |
| -------------------------- | ------------------ |
| États-Unis (Billboard 200) | 97                 |
| États-Unis (Top Soul LPs)  | 29                 |